# معاهدة زغورجيلتس

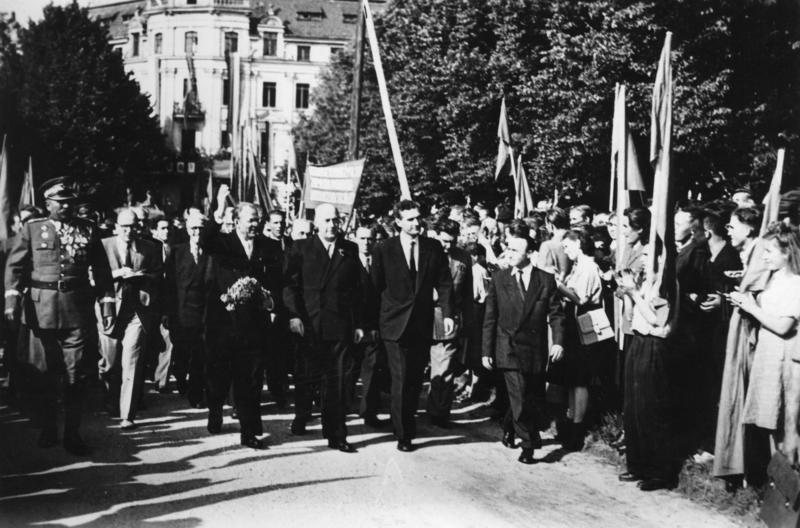
زيارة الوفد الألماني لمدينة زغورجيلتس للتوقيع على المعاهدة

معاهدة زغورجيلتس (بالألمانية: Görlitzer Abkommen) (بالبولندية: Układ zgorzelecki)، هي اتفاقية ترسيم الحدود بين ألمانيا الشرقية وبولندا والتي تمت بتاريخ 6 يوليو 1950م، وتوقيع هذه الإتفاقية جاءت بضغط من الاتحاد السوفيتي، وكانت ترسيم الحدود أثرت على التنوع العرقي حيث تم إستبعاد عدد من السكان الناطقة باللغة الألمانية وإحلال المستوطنين من البولنديين واليونانيين، حيث أسست أحد اليونانيون كنيسة للطائفة أرثوذكسية شرقية قبل أن يعودوا إلى اليونان.